# پادتاب

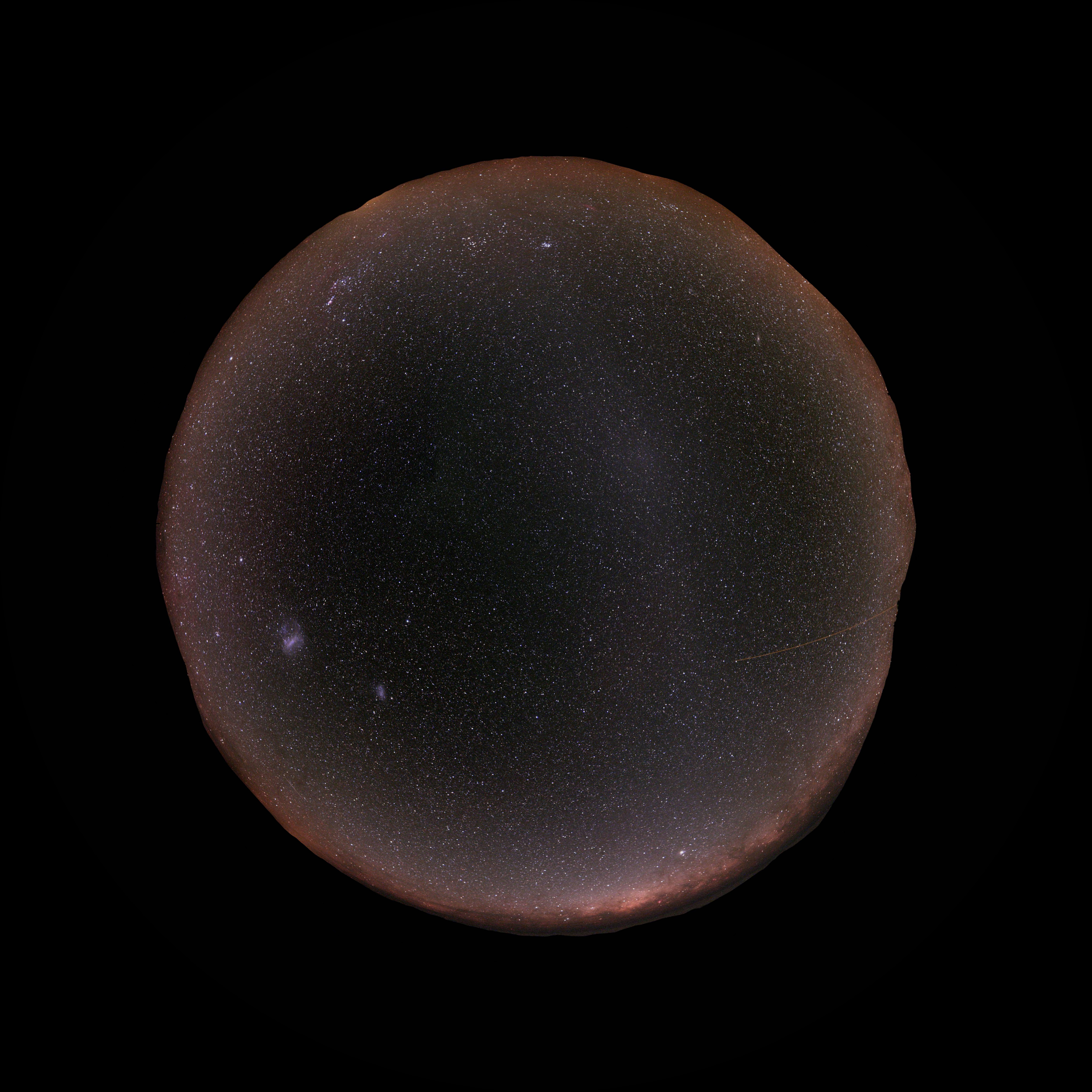

پادتاب  یا نور مخالف (به آلمانی: Gegenschein) نور بسیار کم‌فروغی که ممکن است به‌صورت توده‌ای در نقطهٔ مقابل خورشید در آسمان هنگام شب دیده شود.
درخشندگی کم‌نوری در آسمان شب است که در نقطهٔ پادخورشید قرار دارد و بر اثر بازتاب نور خورشید از ذرات میکروسکوپی واقع در منطقةالبروج پدید می‌آید. دیده‌شدن نور مخالف توسط یک رصدگر، نشان‌دهندهٔ تیزبینی آن رصدگر است. امروزه با گسترش آلودگی نوری در سراسر جهان، دیدن نور مخالف برای بسیاری از اخترشناسان آماتور به یک آرزو تبدیل شده‌است.